# キテレツ大百科
- 藤子不二雄（連載） > 藤子・F・不二雄（著作） > キテレツ大百科
- 藤子不二雄 > 実写 > キテレツ

『キテレツ大百科』（キテレツだいひゃっか）は、藤子不二雄名義で1974年に発表された日本の児童向けSF生活ギャグ漫画作品。
藤本弘（後の藤子・F・不二雄）による単独執筆作。
以下、記事中の各話の話数・副題は、特記のない限り〈藤子・F・不二雄大全集〉版に準拠する。

## 概要

### 特徴
発明好きの小学生・木手英一（通称：キテレツ）が、江戸時代の発明家であった先祖・キテレツ斎の残した書物『奇天烈大百科』（キテレツだいひゃっか）を基に様々な発明道具を作り、その発明道具で起こす騒動を描く。
タイムマシンが登場するなど、サイエンス・フィクション作品としての一面を持つ。
藤本は平凡な日常の中に異世界のキャラクターを投入してそのズレによって笑いを作り出す「生活ギャグ漫画」を多く執筆したが、本作はこの「生活ギャグ漫画」から発展した作品の一つであり、異世界要素である発明道具を主人公自らが作り上げ、ものを作り上げる喜びや楽しみが描かれている点が大きな特徴となっている。こうしたものを作り上げる喜びや楽しみ描写は、工作を愛した藤本の趣味が反映されたものと考えられている。

### 初出・収録
初出は子ども向け雑誌『こどもの光』（家の光協会）で、1974年（昭和49年）4月号から1977年（昭和52年）7月号にかけて全40回が藤子不二雄名義で連載された。
同誌における藤本の連載作としては『ドビンソン漂流記』の終了よりおよそ1年ぶりの作品であり、3作目かつ最後の連載作品となっている。
本作は藤本が多くの連載を抱えていた時期に連載されている。本作と同時に連載されていたのは最大で8タイトル。本作の連載開始から終了までの間には合計14タイトルが並行して連載されている（詳細は#並行連載を参照）。
発行元の家の光協会が農協系の出版団体であったために掲載誌の『こどもの光』は一般書店では取り扱いがなく、連載当時にはマイナーな作品であった。
本作は連載中には単行本化されなかった。1977年6月に本作の最終回が掲載された『こどもの光』7月号が発行され、その2か月後の8月に最初の単行本の第1巻が小学館の〈てんとう虫コミックス〉レーベル（以下てんコミ）で発行された。同10月に第2巻、同12月に第3巻が発行され完結した。単行本への収録にあたり、多くの加筆・修正が行われた。ただし、全40話のうち、7話は単行本に収録されなかった。
本作の全40話が収録された初の単行本は、1985年に中央公論社の〈藤子不二雄ランド〉で発行された（全4巻）。この際にも多数の加筆・修正が行われた。
本作の漫画本編を藤本が執筆した年代をまとめると下記の通りになる。
- 1974年〜1977年：雑誌連載。
- 1977年：てんとう虫コミックス用の加筆・修正。
- 1985年：藤子不二雄ランド用の加筆・修正。

話によってキャラクターの設定や顔が異なっている箇所があるが、いずれの単行本でも統一・修正はされていない。
その他の単行本を含む詳細は#単行本を参照。

### メディア展開
連載終了より10年以上が経った1987年（昭和62年）にテレビアニメ化され、翌1988年（昭和63年）からレギュラー放送を開始し、8年続く長寿番組となった（詳細はキテレツ大百科 (アニメ)を参照）。このアニメ化に合わせて、同年より田中道明によるリメイク作品『新キテレツ大百科』が『月刊コロコロコミック』で連載されている（詳細は#新キテレツ大百科を参照。なお連載時には「新」の文字はなく、単行本のみにあった）。このアニメ化に伴い、それまでマイナー作品だった本作の知名度は大きく上昇することとなった。
1990年（平成2年）以降、3度ゲーム化された（詳細は#ゲームを参照）。
2002年（平成14年）には『キテレツ』のタイトルでテレビドラマ化された（詳細は#テレビドラマを参照）。

## あらすじ
キテレツこと木手英一は発明が大好きな小学生だが発明品はいつも失敗ばかり。
ある日、発明家であった先祖のキテレツ斎がその発明道具を書き記したと伝えられる奇天烈大百科を父から譲り受けるも全てが白紙で何も書かれていなかった。一度は落胆するも共に伝わった眼鏡・神通鏡を通して見た場合にのみ読めることを発見し、第1作として、からくり人間（ロボット）のコロ助を作り上げる。
以降、キテレツはコロ助を助手とし、大百科の発明を次々と作り上げ、時に人助けを行い、時にトラブルを起こしていく。
だが、一年以上たったある日大百科を母親がゴミと間違えて捨ててしまい、必死の捜索も間に合わずに大百科は灰燼に帰してしまう。大百科を失ったキテレツだが、大百科に頼らない自力での発明を目指し勉強を始める。コロ助はキテレツの成長を喜ぶのだった。

## 登場人物

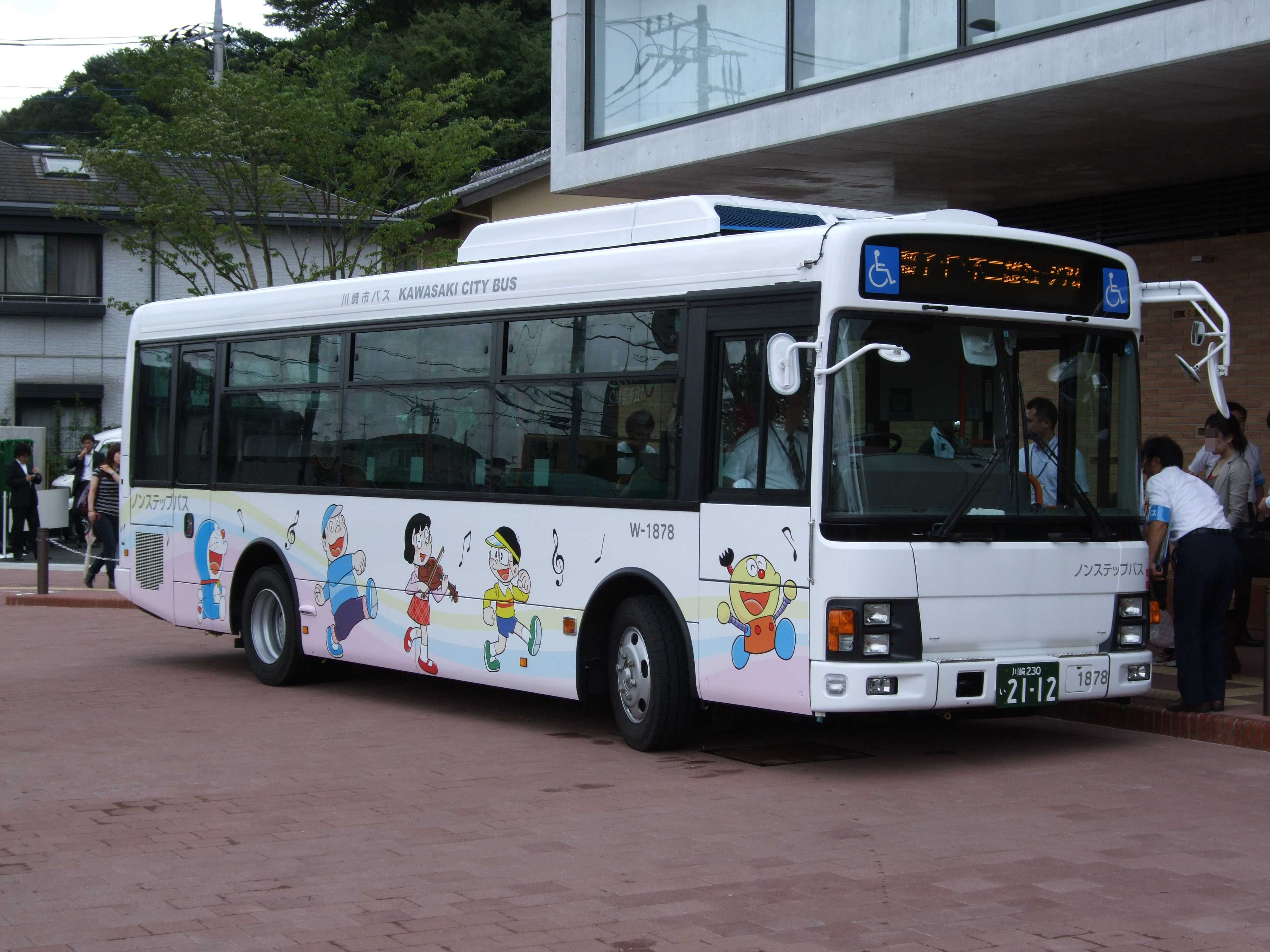
藤子・F・不二雄ミュージアム発着バスに使用されているキテレツたちのイラスト

キテレツ（木手英一）
本作の主人公で、発明が大好きな小学生。『奇天烈大百科』を参考として、様々な発明道具を自作する。常にサンバイザーと神通鏡を身につけている。発明に夢中になると群を抜いた集中力を見せ、周りが見えなくなる。、困難に対しては自分の力で挑戦しようとする信念を持つ。
TVアニメ版では、表野町小学校の五年生。『奇天烈大百科』の内容は全てデータ化してパソコンに保存してある。優秀で知的な秀才的な側面が強調されて描かれており、このタイプの主人公は藤本作品では例が少ない。運動神経が悪いのが欠点。『奇天烈大百科』から自作した様々な発明品でトラブルを解決する存在として、作中の様々なキャラクターから信頼を集めており、冒険先でもリーダーシップを発揮して仲間達を導く。理科や算数などが得意で、自室のパソコンに保存してあるデータから自作の発明品を参照する際、CRTに（本来ならば高等学校の教育課程の学習指導要領で学習する）高等学校数学の方程式が瞬間的に表示される場面がある。色々な発明品を作ったりする都合上、手先が非常に器用でピッキングによって鍵を開けるという隠れた能力を持っている。
コロ助
本作の準主人公。意思や感情を持ちしゃべることもできるからくり人間。キテレツが『奇天烈大百科』を読んではじめに作った発明品であり、以降キテレツの助手を務める。頭に丁髷を結い、語尾に「〜ナリ」をつけて話す。キテレツと共に全話に登場している。
キテレツ斎
キテレツが尊敬している先祖で、江戸時代の発明家。リリエンタールのグライダーよりも前に飛行機を完成させたが、「怪しげな術を用いて世間を騒がせた」として捕まり、死ぬまで座敷牢に軟禁された。自分の発明を密かに『奇天烈大百科』として書き残し子孫に伝えた。
みよちゃん（みよ子）
本作のヒロイン。キテレツとは昔からの友達でクラスメイト。キテレツとは互いに密かに思いを寄せ合っている。
ブタゴリラ
キテレツのクラスメイトでガキ大将。コロ助をよくからかっている。
トンガリ
キテレツのクラスメイトで資産家の息子。ブタゴリラの腰巾着のような存在。

## 発明道具
本作はキテレツが『奇天烈大百科』を参考として発明道具を作り、その発明道具によって騒動が起きるというのが基本プロットとなっている。毎話新しい発明道具が必ず登場し、一度出た道具の再登場はほとんどない。例外は第25話「物置でアフリカへ」に登場した熱気球が第38話「仙鏡水」にも再登場しているのみ。
『奇天烈大百科』は目には見えない光を出すインクで書かれており、この光を感知できる眼鏡・神通鏡を通さなければ読むことができない。
以下、各話に登場する発明道具と簡単な説明を列記する。各発明道具の詳細については、発明道具名からのリンク（いずれもキテレツ大百科の発明道具内の該当記述へリンクしている）先を参照のこと。
| 話 | 副題                   | 発明道具       | 説明               |
| -- | ---------------------- | -------------- | ------------------ |
| 1  | ワガハイはコロ助ナリ   | からくり人形   | ロボット（コロ助） |
| 2  | 脱時機でのんびり       | 脱時機         | 時間を止める       |
| 3  | しん気ろうでやっつけろ | 蜃気楼鏡       | 蜃気楼を作る       |
| 4  | キッコー船の冒険       | 亀甲船         | 潜水艦             |
| 4  | キッコー船の冒険       | 酸素製造薬     | 水から酸素を作る   |
| 5  | 聞き耳ずきん           | 聞き耳ずきん   | 動物と話せる       |
| 6  | 片道タイムマシン       | 航時機         | タイムマシン       |
| 7  | モグラ・マンション     | かべぬけ服     | 物体をすり抜ける   |
| 8  | 江戸時代の月面図       | 昇月紗         | 重力を調整する     |
| 8  | 江戸時代の月面図       | 千里鏡         | 無線ファックス     |
| 9  | 公園の恐竜             | 夢遊境         | 場所を入れ替える   |
| 10 | キテレツの団体         | 分身機         | 複製を作る         |
| 11 | 冥府刀                 | 冥府刀         | 四次元へ行く       |
| 12 | 一寸ガードマン         | 一寸法師       | ガードマンロボット |
| 12 | 一寸ガードマン         | 打ち出のマイク | 一寸法師に命令する |
| 13 | チョーチンおばけ捕物帖 | 召し捕り人     | 不正取締りロボット |
| 14 | 地震の作り方           | 地震発生機     | 疑似地震を発生     |
| 15 | サイボーグキンちゃん   | 加楽利生物台   | 生物をサイボーグ化 |
| 16 | 潜地球                 | 潜地球         | 地中に潜る乗り物   |
| 17 | 水ねん土で子どもビル   | 粘土水         | 水を粘土の様にする |
| 17 | 水ねん土で子どもビル   | 戻すガス       | 元の水に戻す       |
| 18 | うらみキャンデー       | うらみ糖       | 恨みを幽霊に実体化 |
| 19 | 失恋はラブミ膏         | 羅部身膏       | 異性を惹く         |
| 20 | らくらくハイキング     | 天狗の抜け穴   | ワープ道具         |

| 話 | 副題               | 発明道具     | 発明道具     | 説明                   | 説明                   |
| -- | ------------------ | ------------ | ------------ | ---------------------- | ---------------------- |
| 21 | 念力帽             | 念力帽       | 念力帽       | 念力が使える           | 念力が使える           |
| 22 | 如意光で引っこし   | 如意光       | 如意光       | 物体を拡大・縮小       | 物体を拡大・縮小       |
| 23 | 人間植物リリー     | 人間植物     | 人間植物     | 人間のような植物       | 人間のような植物       |
| 24 | わすれん帽         | 忘れん帽     | 忘れん帽     | 嫌な記憶を吸い取る     | 嫌な記憶を吸い取る     |
| 25 | 物置でアフリカへ   | 熱気球       | 熱気球       | 小型で高性能な熱気球   | 小型で高性能な熱気球   |
| 26 | 宇宙怪魔人         | 夢幻燈       | 夢幻燈       | 高性能ビデオカメラ     | 高性能ビデオカメラ     |
| 27 | 動物芝居を作るナリ | 獣類操り機   | 獣類操り機   | 動物を操る             | 動物を操る             |
| 28 | 地獄へいらっしゃい | 地獄         | 地獄         | テーマパーク           | テーマパーク           |
| 29 | 海底の五億円       | 宝物探知機   | 宝物探知機   | 宝物の探知機           | 宝物の探知機           |
| 29 | 海底の五億円       | 水中呼吸膏   | 水中呼吸膏   | 水中で呼吸可能になる   | 水中で呼吸可能になる   |
| 30 | ネパール・オパール | ビードロ丹   | ビードロ丹   | 透明人間になる薬       | 透明人間になる薬       |
| 31 | ボール紙の町       | こども町正門 | こども町正門 | 通ると小さくなる       | 通ると小さくなる       |
| 32 | スーパー天狗       | 枢破天狗     | 怪力面       | 怪力になる             | 正義の味方 変身セット  |
| 32 | スーパー天狗       | 枢破天狗     | 羽うちわ     | 風を操る               | 正義の味方 変身セット  |
| 33 | おもい出カメラ     | 回古鏡       | 回古鏡       | 過去を写すカメラ       | 過去を写すカメラ       |
| 34 | 空き地の銀世界     | 奇天烈スキー | 奇天烈スキー | 周りを広く感じる       | 周りを広く感じる       |
| 35 | ままごとハウス     | こころみの家 | こころみの家 | 入ると疑似夫婦になる   | 入ると疑似夫婦になる   |
| 36 | 遊魂帽             | 遊魂帽       | 遊魂帽       | 幽体離脱ができる       | 幽体離脱ができる       |
| 37 | 超鈍速ジェット機   | 空中遊歩台   | 空中遊歩台   | 超鈍足ジェット機       | 超鈍足ジェット機       |
| 38 | 仙鏡水             | 仙鏡水       | 仙鏡水       | 乗れる雲を作る         | 乗れる雲を作る         |
| 38 | 仙鏡水             | 雲シャベル   | 雲シャベル   | 乗れる雲を加工する     | 乗れる雲を加工する     |
| 38 | 仙鏡水             | 熱気球       | 熱気球       | 25話からの再登場       | 25話からの再登場       |
| 39 | 唐倶利武者         | 唐倶利武者   | 唐倶利武者   | 侍のロボット           | 侍のロボット           |
| 40 | さらば大百科       | 操縦座       | 操縦座       | 動物の体内に入って操る | 動物の体内に入って操る |

## 単行本
本作の単行本は下表の通り（各単行本の書誌情報は#書誌情報を参照）。
書名はいずれも『キテレツ大百科』。
著者名は、1987年までは藤子不二雄。1989年以降に重版、または新たに発行された単行本の著者名は藤子・F・不二雄。
- 話数列には「収録話数/未収録話数」の形で記載。

| 発行年 | 出版社     | レーベル                        | 判型 | 巻数 | 話数 | 解説 |
| ------ | ---------- | ------------------------------- | ---- | ---- | ---- | --- |
| 1977年 | 小学館     | てんとう虫コミックス            | 新書 | 全3  | 33/7 | 連載終了の同年に発売された最初の単行本。選集であり、7話が未収録となっている。また、第22話「如意光で引っ越し」内の1ページが未収録となっている。 1995年に増刷されたものでは「きちがい」などの差別用語とされるものが改変された。 |
| 1985年 | 中央公論社 | 中公コミックス 藤子不二雄ランド | B6   | 全4  | 40/0 | 藤子不二雄の全集として発行された藤子不二雄ランド内の4冊で、唯一小学館以外から発行された単行本。全話・全ページを完全に収録。3・4巻にはそれぞれ、少年SF短編の「ぼくのオキちゃん」・「ボクラ共和国」を併録。 |
| 1995年 | 小学館     | 小学館コロコロ文庫              | 文庫 | 全2  | 32/8 | てんコミをベースとしており、てんコミ未収録のものはそのまま未収録となっている。また、てんコミに収録されていた第14話「地震の作り方」が阪神･淡路大震災への配慮という形で未収録となった。2巻とも巻末に解説などが掲載されていない。 |
| 2003年 | 小学館     | My First BIG                    |      | 全2  | 32/8 | 文庫版をベースとしたコンビニ販売用廉価版ペーパーバック。収録話は文庫版と同様。 |
| 2009年 | 小学館     | 藤子・F・不二雄大全集           | A5   | 全2  | 40/0 | 藤子・F・不二雄の全集として発行された藤子・F・不二雄大全集の第1期で発行。全話・全ページを完全に収録しており、発表順に第1話から第20話を1巻に、第21話から第40話を2巻に収録。原稿紛失のため、「聞き耳ずきん」の全ページと「如意光で引っ越し」のてんコミで割愛された1ページを初出の『こどもの光』より印刷物複写の形で復刻している。 各巻巻頭にはカラーイラスト、巻末には初出掲載リスト・新連載予告のカット等の特別資料・解説が収録されている。解説は1巻では『新キテレツ』の作画を担当した田中道明、2巻ではアニメの脚本を担当した雪室俊一がそれぞれ執筆している。 |
| 2016年 | 小学館     | てんとう虫コミックス            | 新書 | 全3  | 33/7 | コミックス40周年＆アニメ30周年を記念した新装版。『藤子・F・不二雄大全集』における原稿スキャン版を用いている。収録話は旧装版と同様。 |

### 未収録話
てんコミで7話、文庫版・廉価版で8話が未収録となっている。また、これらの単行本では第22話「如意光で引っ越し」の1ページ（7ページ目）も未収録となっている。
- てんコミ未収録話
  - 第5話「聞き耳ずきん」
  - 第9話「公園の恐竜」
  - 第11話「冥府刀」
  - 第12話「一寸ガードマン」
  - 第32話「スーパー天狗」
  - 第38話「仙鏡水」
  - 第39話「唐倶利武者」
- 文庫版・廉価版での追加未収録話
  - 第14話「地震の作り方」

## 並行連載
『キテレツ大百科』の連載時期は、藤本が多くの作品を並行して連載していた時期にあたる。連載開始から終了までの間に合計で14タイトルが本作と並行して連載されており、この他にも40本の読切漫画（内32本がSF短編）が『キテレツ大百科』の連載中に発表されている。
特に1974年（昭和49年）9月号掲載分としては、『キテレツ』を含めて連載9タイトルに読切「間引き」を合わせた10タイトル・20本を発表しており、一月当たりのタイトル数としては最多、本数としても最多記録の21本（1966年1月号掲載分）に次ぐ本数となっている。
週刊の「Uボー」と隔週刊「エスパー魔美」を除き、並行連載作品は全て月刊連載であった。

### 年表
- 凡例
  - 小学館の学年誌（『小学一年生』から『小学六年生』までの6誌に加え、便宜的に『幼稚園』も含める）については、3月号の続きは1学年上の4月号に掲載されるという連載の特色を重視し、年度毎に学年を繰り上げる形で記載。各雑誌における表中の左端に学年を以下の形で記載した。
    - 『幼』：幼稚園
    - 『一』 - 『六』：小学一年生 - 小学六年生

  - 表の範囲よりも広く継続している連載については矢印を記載。
    - ←：1974年3月以前より連載開始。学年誌の場合は一つ下の学年より繰り上がっての継続。
    - →：1977年8月以降まで連載が継続。

  - タイトル右の ( ) 付き数字は#一覧の通し番号に対応し、一覧内の対応するデータを表示するためのリンクとなっている。

|                      |                  | 1974年度                  | 1974年度                  | 1974年度                  | 1974年度                  | 1974年度                  | 1974年度                  | 1974年度                  | 1974年度                  | 1974年度                  | 1974年度                  | 1974年度                  | 1974年度                  | 1975年度                     | 1975年度                     | 1975年度                     | 1975年度                     | 1975年度                     | 1975年度                     | 1975年度                     | 1975年度                     | 1975年度                     | 1975年度                     | 1975年度                     | 1975年度                     | 1976年度               | 1976年度                 | 1976年度                 | 1976年度                 | 1976年度                 | 1976年度                 | 1976年度                 | 1976年度                 | 1976年度                 | 1976年度               | 1976年度               | 1976年度               | 1977年度        | 1977年度        | 1977年度        | 1977年度       |
| 1974年               | 1974年           | 1974年                    | 1974年                    | 1974年                    | 1974年                    | 1974年                    | 1974年                    | 1974年                    | 1975年                    | 1975年                    | 1975年                    | 1975年                    | 1975年                    | 1975年                       | 1975年                       | 1975年                       | 1975年                       | 1975年                       | 1975年                       | 1975年                       | 1976年                       | 1976年                       | 1976年                       | 1976年                       | 1976年                       | 1976年                 | 1976年                   | 1976年                   | 1976年                   | 1976年                   | 1976年                   | 1976年                   | 1977年                   | 1977年                   | 1977年                 | 1977年                 | 1977年                 | 1977年          | 1977年          |                 |                |
| 4                    | 5                | 6                         | 7                         | 8                         | 9                         | 10                        | 11                        | 12                        | 1                         | 2                         | 3                         | 4                         | 5                         | 6                            | 7                            | 8                            | 9                            | 10                           | 11                           | 12                           | 1                            | 2                            | 3                            | 4                            | 5                            | 6                      | 7                        | 8                        | 9                        | 10                       | 11                       | 12                       | 1                        | 2                        | 3                      | 4                      | 5                      | 6               | 7               |                 |                |
| -------------------- | ---------------- | ------------------------- | ------------------------- | ------------------------- | ------------------------- | ------------------------- | ------------------------- | ------------------------- | ------------------------- | ------------------------- | ------------------------- | ------------------------- | ------------------------- | ---------------------------- | ---------------------------- | ---------------------------- | ---------------------------- | ---------------------------- | ---------------------------- | ---------------------------- | ---------------------------- | ---------------------------- | ---------------------------- | ---------------------------- | ---------------------------- | ---------------------- | ------------------------ | ------------------------ | ------------------------ | ------------------------ | ------------------------ | ------------------------ | ------------------------ | ------------------------ | ---------------------- | ---------------------- | ---------------------- | --------------- | --------------- | --------------- | -------------- |
| 小 学 館 の 学 年 誌 | 1962年度生       | ←                         | 『六』 ドラえもん (1)     | 『六』 ドラえもん (1)     | 『六』 ドラえもん (1)     | 『六』 ドラえもん (1)     | 『六』 ドラえもん (1)     | 『六』 ドラえもん (1)     | 『六』 ドラえもん (1)     | 『六』 ドラえもん (1)     | 『六』 ドラえもん (1)     | 『六』 ドラえもん (1)     | 『六』 ドラえもん (1)     |                              |                              |                              |                              |                              |                              |                              |                              |                              |                              |                              |                              |                        |                          |                          |                          |                          |                          |                          |                          |                          |                        |                        |                        |                 |                 |                 |                |
| 小 学 館 の 学 年 誌 | 1963年度生       | ←                         | 『五』 ドラえもん (2)     | 『五』 ドラえもん (2)     | 『五』 ドラえもん (2)     | 『五』 ドラえもん (2)     | 『五』 ドラえもん (2)     | 『五』 ドラえもん (2)     | 『五』 ドラえもん (2)     | 『五』 ドラえもん (2)     | 『五』 ドラえもん (2)     | 『五』 ドラえもん (2)     | 『五』 ドラえもん (2)     | 『六』                       | 『六』                       | 『六』                       | 『六』                       | 『六』                       | 『六』                       | 『六』                       | 『六』                       | 『六』                       | 『六』                       | 『六』                       | 『六』                       |                        |                          |                          |                          |                          |                          |                          |                          |                          |                        |                        |                        |                 |                 |                 |                |
| 小 学 館 の 学 年 誌 | 1963年度生       | 『五』 みきおとミキオ (3) |                           |                           |                           |                           |                           |                           |                           |                           |                           |                           |                           |                              |                              |                              |                              |                              |                              |                              |                              |                              |                              |                              |                              |                        |                          |                          |                          |                          |                          |                          |                          |                          |                        |                        |                        |                 |                 |                 |                |
| 小 学 館 の 学 年 誌 | 1964年度生       | ←                         | 『四』 ドラえもん (4)     | 『四』 ドラえもん (4)     | 『四』 ドラえもん (4)     | 『四』 ドラえもん (4)     | 『四』 ドラえもん (4)     | 『四』 ドラえもん (4)     | 『四』 ドラえもん (4)     | 『四』 ドラえもん (4)     | 『四』 ドラえもん (4)     | 『四』 ドラえもん (4)     | 『四』 ドラえもん (4)     | 『五』                       | 『五』                       | 『五』                       | 『五』                       | 『五』                       | 『五』                       | 『五』                       | 『五』                       | 『五』                       | 『五』                       | 『五』                       | 『五』                       | 『六』                 | 『六』                   | 『六』                   | 『六』                   | 『六』                   | 『六』                   | 『六』                   | 『六』                   | 『六』                   | 『六』                 | 『六』                 | 『六』                 |                 |                 |                 |                |
| 小 学 館 の 学 年 誌 | 1964年度生       | 『四』 みきおとミキオ (5) |                           |                           |                           |                           |                           |                           |                           |                           |                           |                           |                           |                              |                              |                              |                              |                              |                              |                              |                              |                              |                              |                              |                              |                        |                          |                          |                          |                          |                          |                          |                          |                          |                        |                        |                        |                 |                 |                 |                |
| 小 学 館 の 学 年 誌 | 1965年度生       | ←                         | 『三』 ドラえもん (6)     | 『三』 ドラえもん (6)     | 『三』 ドラえもん (6)     | 『三』 ドラえもん (6)     | 『三』 ドラえもん (6)     | 『三』 ドラえもん (6)     | 『三』 ドラえもん (6)     | 『三』 ドラえもん (6)     | 『三』 ドラえもん (6)     | 『三』 ドラえもん (6)     | 『三』 ドラえもん (6)     | 『四』                       | 『四』                       | 『四』                       | 『四』                       | 『四』                       | 『四』                       | 『四』                       | 『四』                       | 『四』                       | 『四』                       | 『四』                       | 『四』                       | 『五』                 | 『五』                   | 『五』                   | 『五』                   | 『五』                   | 『五』                   | 『五』                   | 『五』                   | 『五』                   | 『五』                 | 『五』                 | 『五』                 | 『六』          | 『六』          | 『六』          | →              |
| 小 学 館 の 学 年 誌 | 1965年度生       | ←                         | 『三』 バケルくん (7)     | 『三』 バケルくん (7)     | 『三』 バケルくん (7)     | 『三』 バケルくん (7)     | 『三』 バケルくん (7)     | 『三』 バケルくん (7)     | 『三』 バケルくん (7)     | 『三』 バケルくん (7)     | 『三』 バケルくん (7)     | 『三』 バケルくん (7)     | 『三』 バケルくん (7)     | 『四』                       | 『四』                       | 『四』                       | 『四』                       | 『四』                       | 『四』                       | 『四』                       | 『四』                       | 『四』                       | 『四』                       | 『四』                       | 『四』                       |                        |                          |                          |                          |                          |                          |                          |                          |                          |                        |                        |                        |                 |                 |                 |                |
| 小 学 館 の 学 年 誌 | 1966年度生       | ←                         | 『二』 ドラえもん (8)     | 『二』 ドラえもん (8)     | 『二』 ドラえもん (8)     | 『二』 ドラえもん (8)     | 『二』 ドラえもん (8)     | 『二』 ドラえもん (8)     | 『二』 ドラえもん (8)     | 『二』 ドラえもん (8)     | 『二』 ドラえもん (8)     | 『二』 ドラえもん (8)     | 『二』 ドラえもん (8)     | 『三』                       | 『三』                       | 『三』                       | 『三』                       | 『三』                       | 『三』                       | 『三』                       | 『三』                       | 『三』                       | 『三』                       | 『三』                       | 『三』                       | 『四』                 | 『四』                   | 『四』                   | 『四』                   | 『四』                   | 『四』                   | 『四』                   | 『四』                   | 『四』                   | 『四』                 | 『四』                 | 『四』                 | 『五』          | 『五』          | 『五』          | →              |
| 小 学 館 の 学 年 誌 | 1966年度生       |                           | 『二』 バケルくん (9)     | 『二』 バケルくん (9)     | 『二』 バケルくん (9)     | 『二』 バケルくん (9)     | 『二』 バケルくん (9)     | 『二』 バケルくん (9)     | 『二』 バケルくん (9)     | 『二』 バケルくん (9)     | 『二』 バケルくん (9)     | 『二』 バケルくん (9)     | 『二』 バケルくん (9)     | 『三』                       | 『三』                       | 『三』                       | 『三』                       | 『三』                       | 『三』                       | 『三』                       | 『三』                       | 『三』                       | 『三』                       | 『三』                       | 『三』                       |                        | 『四』 バウバウ大臣 (10) | 『四』 バウバウ大臣 (10) | 『四』 バウバウ大臣 (10) | 『四』 バウバウ大臣 (10) | 『四』 バウバウ大臣 (10) | 『四』 バウバウ大臣 (10) | 『四』 バウバウ大臣 (10) | 『四』 バウバウ大臣 (10) |                        |                        |                        |                 |                 |                 |                |
| 小 学 館 の 学 年 誌 | 1967年度生       |                           |                           |                           |                           |                           |                           |                           |                           |                           | 『一』                    | 『一』                    |                           | 『二』 ドラえもん (11)       | 『二』 ドラえもん (11)       | 『二』 ドラえもん (11)       | 『二』 ドラえもん (11)       | 『二』 ドラえもん (11)       | 『二』 ドラえもん (11)       | 『二』 ドラえもん (11)       | 『二』 ドラえもん (11)       | 『二』 ドラえもん (11)       | 『二』 ドラえもん (11)       | 『二』 ドラえもん (11)       | 『二』 ドラえもん (11)       | 『三』                 | 『三』                   | 『三』                   | 『三』                   | 『三』                   | 『三』                   | 『三』                   | 『三』                   | 『三』                   | 『三』                 | 『三』                 | 『三』                 | 『四』          | 『四』          | 『四』          | →              |
| 小 学 館 の 学 年 誌 | 1967年度生       | ←                         | 『一』 モッコロくん (12)  | 『一』 モッコロくん (12)  | 『一』 モッコロくん (12)  | 『一』 モッコロくん (12)  | 『一』 モッコロくん (12)  | 『一』 モッコロくん (12)  | 『一』 モッコロくん (12)  | 『一』 モッコロくん (12)  | 『一』 モッコロくん (12)  | 『一』 モッコロくん (12)  | 『一』 モッコロくん (12)  |                              |                              |                              |                              |                              |                              |                              |                              |                              |                              |                              |                              |                        | 『三』 バウバウ大臣 (13) | 『三』 バウバウ大臣 (13) | 『三』 バウバウ大臣 (13) | 『三』 バウバウ大臣 (13) | 『三』 バウバウ大臣 (13) | 『三』 バウバウ大臣 (13) | 『三』 バウバウ大臣 (13) | 『三』 バウバウ大臣 (13) |                        |                        |                        |                 |                 |                 |                |
| 小 学 館 の 学 年 誌 | 1968年度生       |                           |                           |                           |                           |                           |                           |                           |                           |                           |                           |                           |                           |                              |                              |                              |                              |                              | 『一』 ドラえもん (14)       | 『一』 ドラえもん (14)       | 『一』 ドラえもん (14)       | 『一』 ドラえもん (14)       | 『一』 ドラえもん (14)       | 『一』 ドラえもん (14)       | 『一』 ドラえもん (14)       | 『二』                 | 『二』                   | 『二』                   | 『二』                   | 『二』                   | 『二』                   | 『二』                   | 『二』                   | 『二』                   | 『二』                 | 『二』                 | 『二』                 | 『三』          | 『三』          | 『三』          | →              |
| 小 学 館 の 学 年 誌 | 1968年度生       |                           | 『幼』 モッコロくん (15)  | 『幼』 モッコロくん (15)  | 『幼』 モッコロくん (15)  | 『幼』 モッコロくん (15)  | 『幼』 モッコロくん (15)  | 『幼』 モッコロくん (15)  | 『幼』 モッコロくん (15)  | 『幼』 モッコロくん (15)  | 『幼』 モッコロくん (15)  | 『幼』 モッコロくん (15)  | 『幼』 モッコロくん (15)  | 『一』 4じげんぼうPポコ (16) | 『一』 4じげんぼうPポコ (16) | 『一』 4じげんぼうPポコ (16) | 『一』 4じげんぼうPポコ (16) | 『一』 4じげんぼうPポコ (16) | 『一』 4じげんぼうPポコ (16) | 『一』 4じげんぼうPポコ (16) | 『一』 4じげんぼうPポコ (16) | 『一』 4じげんぼうPポコ (16) | 『一』 4じげんぼうPポコ (16) | 『一』 4じげんぼうPポコ (16) |                              |                        |                          | 『二』 バウバウ大臣 (17) | 『二』 バウバウ大臣 (17) | 『二』 バウバウ大臣 (17) | 『二』 バウバウ大臣 (17) | 『二』 バウバウ大臣 (17) | 『二』 バウバウ大臣 (17) | 『二』 バウバウ大臣 (17) |                        |                        |                        |                 |                 |                 |                |
| 小 学 館 の 学 年 誌 | 1969年度生       |                           |                           |                           |                           |                           |                           |                           |                           |                           |                           |                           |                           | 『幼』 4じげんぼうPポコ (18) | 『幼』 4じげんぼうPポコ (18) | 『幼』 4じげんぼうPポコ (18) | 『幼』 4じげんぼうPポコ (18) | 『幼』 4じげんぼうPポコ (18) | 『幼』 4じげんぼうPポコ (18) | 『幼』 4じげんぼうPポコ (18) | 『幼』 4じげんぼうPポコ (18) | 『幼』 4じげんぼうPポコ (18) | 『幼』 4じげんぼうPポコ (18) | 『幼』 4じげんぼうPポコ (18) | 『幼』 4じげんぼうPポコ (18) | 『一』 ドラえもん (19) | 『一』 ドラえもん (19)   | 『一』 ドラえもん (19)   | 『一』 ドラえもん (19)   | 『一』 ドラえもん (19)   | 『一』 ドラえもん (19)   | 『一』 ドラえもん (19)   | 『一』 ドラえもん (19)   | 『一』 ドラえもん (19)   | 『一』 ドラえもん (19) | 『一』 ドラえもん (19) | 『一』 ドラえもん (19) | 『二』          | 『二』          | 『二』          | →              |
| 小 学 館 の 学 年 誌 | 1970年度生       |                           |                           |                           |                           |                           |                           |                           |                           |                           |                           |                           |                           |                              |                              |                              |                              |                              |                              |                              |                              |                              |                              |                              |                              | ドラえもん (20)        | ドラえもん (20)          | ドラえもん (20)          | ドラえもん (20)          | ドラえもん (20)          | ドラえもん (20)          | ドラえもん (20)          | ドラえもん (20)          | ドラえもん (20)          | ドラえもん (20)        | ドラえもん (20)        | ドラえもん (20)        | 『一』          | 『一』          | 『一』          | →              |
| こどもの光           | こどもの光       | キテレツ大百科            | キテレツ大百科            | キテレツ大百科            | キテレツ大百科            | キテレツ大百科            | キテレツ大百科            | キテレツ大百科            | キテレツ大百科            | キテレツ大百科            | キテレツ大百科            | キテレツ大百科            | キテレツ大百科            | キテレツ大百科               | キテレツ大百科               | キテレツ大百科               | キテレツ大百科               | キテレツ大百科               | キテレツ大百科               | キテレツ大百科               | キテレツ大百科               | キテレツ大百科               | キテレツ大百科               | キテレツ大百科               | キテレツ大百科               | キテレツ大百科         | キテレツ大百科           | キテレツ大百科           | キテレツ大百科           | キテレツ大百科           | キテレツ大百科           | キテレツ大百科           | キテレツ大百科           | キテレツ大百科           | キテレツ大百科         | キテレツ大百科         | キテレツ大百科         | キテレツ大百科  | キテレツ大百科  | キテレツ大百科  | キテレツ大百科 |
| たのしい幼稚園       | たのしい幼稚園   | ←                         | パジャママン (21)         | パジャママン (21)         | パジャママン (21)         | パジャママン (21)         | パジャママン (21)         | パジャママン (21)         | パジャママン (21)         |                           |                           |                           |                           |                              |                              |                              |                              |                              |                              |                              |                              |                              |                              |                              |                              |                        |                          |                          |                          |                          |                          |                          |                          |                          |                        |                        |                        |                 |                 |                 |                |
| おともだち           | おともだち       | ←                         | パジャママン (22)         | パジャママン (22)         | パジャママン (22)         | パジャママン (22)         | パジャママン (22)         | パジャママン (22)         | パジャママン (22)         |                           |                           |                           |                           |                              |                              |                              |                              |                              |                              |                              |                              |                              |                              |                              |                              |                        |                          |                          |                          |                          |                          |                          |                          |                          |                        |                        |                        |                 |                 |                 |                |
| テレビマガジン       | テレビマガジン   | ←                         | パジャママン (23)         | パジャママン (23)         | パジャママン (23)         | パジャママン (23)         | パジャママン (23)         | パジャママン (23)         |                           |                           |                           |                           |                           |                              |                              |                              |                              |                              |                              |                              |                              |                              |                              |                              |                              |                        |                          |                          |                          |                          |                          |                          |                          |                          |                        |                        |                        |                 |                 |                 |                |
| ディズニーランド     | ディズニーランド | ←                         | パジャママン (24)         | パジャママン (24)         | パジャママン (24)         | パジャママン (24)         | パジャママン (24)         | パジャママン (24)         | パジャママン (24)         | 希望の友                  | 希望の友                  | 希望の友                  | ポコニャン (28)           | ポコニャン (28)              | ポコニャン (28)              | ポコニャン (28)              | ポコニャン (28)              | ポコニャン (28)              | ポコニャン (28)              | ポコニャン (28)              | ポコニャン (28)              | ポコニャン (28)              | ポコニャン (28)              | ポコニャン (28)              | ポコニャン (28)              | ポコニャン (28)        | ポコニャン (28)          | ポコニャン (28)          | ポコニャン (28)          | ポコニャン (28)          | ポコニャン (28)          | ポコニャン (28)          | ポコニャン (28)          | ポコニャン (28)          | ポコニャン (28)        | ポコニャン (28)        | ポコニャン (28)        | ポコニャン (28) | ポコニャン (28) | →               |                |
| 小学生ブック         | 小学生ブック     | ←                         | ドラミちゃん (25)         | ドラミちゃん (25)         | ドラミちゃん (25)         | ドラミちゃん (25)         | ドラミちゃん (25)         |                           |                           |                           |                           |                           | 毎日こどもしんぶん        | 毎日こどもしんぶん           | 毎日こどもしんぶん           | 毎日こどもしんぶん           | 毎日こどもしんぶん           | 毎日こどもしんぶん           | 毎日こどもしんぶん           | 毎日こどもしんぶん           | 毎日こどもしんぶん           | 毎日こどもしんぶん           | 毎日こどもしんぶん           | Uボー (29)                   | Uボー (29)                   | Uボー (29)             | Uボー (29)               | Uボー (29)               | Uボー (29)               | Uボー (29)               | Uボー (29)               | Uボー (29)               | Uボー (29)               | Uボー (29)               | Uボー (29)             | Uボー (29)             | Uボー (29)             | Uボー (29)      | Uボー (29)      | →               |                |
| キンダーブック       | キンダーブック   |                           | つくるくん (26)           | つくるくん (26)           | つくるくん (26)           | つくるくん (26)           | つくるくん (26)           | つくるくん (26)           | つくるくん (26)           | つくるくん (26)           | つくるくん (26)           | つくるくん (26)           | つくるくん (26)           |                              |                              |                              |                              |                              |                              |                              |                              |                              | てれびくん                   | てれびくん                   | てれびくん                   | てれびくん             | てれびくん               | きゃぷてんボン (30)      | きゃぷてんボン (30)      | きゃぷてんボン (30)      | きゃぷてんボン (30)      | きゃぷてんボン (30)      |                          | ドラえもん (31)          | ドラえもん (31)        | ドラえもん (31)        | ドラえもん (31)        | ドラえもん (31) | ドラえもん (31) | ドラえもん (31) | →              |
| めばえ               | めばえ           |                           | ぞうくんとりすちゃん (27) | ぞうくんとりすちゃん (27) | ぞうくんとりすちゃん (27) | ぞうくんとりすちゃん (27) | ぞうくんとりすちゃん (27) | ぞうくんとりすちゃん (27) | ぞうくんとりすちゃん (27) | ぞうくんとりすちゃん (27) | ぞうくんとりすちゃん (27) | ぞうくんとりすちゃん (27) | ぞうくんとりすちゃん (27) |                              |                              |                              | マンガくん                   | マンガくん                   | マンガくん                   | マンガくん                   | マンガくん                   | マンガくん                   | マンガくん                   | マンガくん                   | マンガくん                   | エスパー魔美 (32)      | エスパー魔美 (32)        | エスパー魔美 (32)        | エスパー魔美 (32)        | エスパー魔美 (32)        | エスパー魔美 (32)        | →                        |                          |                          |                        |                        |                        |                 |                 |                 |                |
|                      |                  | 4                         | 5                         | 6                         | 7                         | 8                         | 9                         | 10                        | 11                        | 12                        | 1                         | 2                         | 3                         | 4                            | 5                            | 6                            | 7                            | 8                            | 9                            | 10                           | 11                           | 12                           | 1                            | 2                            | 3                            | 4                      | 5                        | 6                        | 7                        | 8                        | 9                        | 10                       | 11                       | 12                       | 1                      | 2                      | 3                      | 4               | 5               | 6               | 7              |
| 1974年               | 1974年           | 1974年                    | 1974年                    | 1974年                    | 1974年                    | 1974年                    | 1974年                    | 1974年                    | 1975年                    | 1975年                    | 1975年                    | 1975年                    | 1975年                    | 1975年                       | 1975年                       | 1975年                       | 1975年                       | 1975年                       | 1975年                       | 1975年                       | 1976年                       | 1976年                       | 1976年                       | 1976年                       | 1976年                       | 1976年                 | 1976年                   | 1976年                   | 1976年                   | 1976年                   | 1976年                   | 1976年                   | 1977年                   | 1977年                   | 1977年                 | 1977年                 | 1977年                 | 1977年          | 1977年          |                 |                |
| 1974年度             | 1974年度         | 1974年度                  | 1974年度                  | 1974年度                  | 1974年度                  | 1974年度                  | 1974年度                  | 1974年度                  | 1974年度                  | 1974年度                  | 1974年度                  | 1975年度                  | 1975年度                  | 1975年度                     | 1975年度                     | 1975年度                     | 1975年度                     | 1975年度                     | 1975年度                     | 1975年度                     | 1975年度                     | 1975年度                     | 1975年度                     | 1976年度                     | 1976年度                     | 1976年度               | 1976年度                 | 1976年度                 | 1976年度                 | 1976年度                 | 1976年度                 | 1976年度                 | 1976年度                 | 1976年度                 | 1976年度               | 1977年度               | 1977年度               | 1977年度        | 1977年度        |                 |                |

### 一覧
- 凡例
  - 年表と同様に、便宜的に『幼稚園』を含めた小学館の学年誌については年度毎に学年を繰り上げる形で記載。
    - 「雑誌」欄では「1962年生まれが読んだ学年誌」を「学年誌（1962年度生）」として記載。
    - 「開始」欄と「終了」欄では連載開始・終了誌を号数に併記。
      - 「開始：『幼稚園』1980年5月号・終了：『小三』1984年2月」と記載した場合、『幼稚園』1980年5月号 - 1981年3月号・『小学二年生』1982年4月号 - 1983年3月号・『小学三年生』1983年4月号 - 1984年2月号と学年を繰り上がり連載されたことを意味する。

  - 〈藤子・F・不二雄大全集〉に収録済の作品についてはその通巻数を「F全集」欄に記載。巻数とタイトルの対応については藤子・F・不二雄大全集#書誌情報を参照。
  - 「表」列の数字は上記年表の該当箇所へとリンクしており、色は年表に対応。

|    | タイトル             | 出版社       | 雑誌                 | 開始                    | 終了                   | F全集      | 表   | 備考                       |
| -- | -------------------- | ------------ | -------------------- | ----------------------- | ---------------------- | ---------- | ---- | -------------------------- |
| 1  | ドラえもん           | 小学館       | 学年誌（1962年度生） | 『小一』1970年01月号    | 『小六』1975年03月号   | FZ-002     | (1)  |                            |
| 2  | ドラえもん           | 小学館       | 学年誌（1963年度生） | 『小一』1970年04月号    | 『小六』1976年03月号   | FZ-003     | (2)  |                            |
| 3  | みきおとミキオ       | 小学館       | 学年誌（1963年度生） | 『小五』1974年05月号    | 『小五』1975年03月号   | FZ-088     | (3)  |                            |
| 4  | ドラえもん           | 小学館       | 学年誌（1964年度生） | 『小一』1971年04月号    | 『小六』1977年03月号   | FZ-004     | (4)  |                            |
| 5  | みきおとミキオ       | 小学館       | 学年誌（1964年度生） | 『小四』1974年05月号    | 『小四』1975年03月号   | FZ-088     | (5)  |                            |
| 6  | ドラえもん           | 小学館       | 学年誌（1965年度生） | 『小一』1972年04月号    | 『小六』1978年03月号   | FZ-005     | (6)  |                            |
| 7  | バケルくん           | 小学館       | 学年誌（1965年度生） | 『小二』1974年02月号    | 『小四』1976年03月号   | FZ-058     | (7)  |                            |
| 8  | ドラえもん           | 小学館       | 学年誌（1966年度生） | 『小一』1973年04月号    | 『小六』1979年03月号   | FZ-006     | (8)  |                            |
| 9  | バケルくん           | 小学館       | 学年誌（1966年度生） | 『小二』1974年04月号    | 『小三』1976年03月号   | FZ-058     | (9)  |                            |
| 10 | バウバウ大臣         | 小学館       | 学年誌（1966年度生） | 『小四』1976年05月号    | 『小四』1976年12月号   | FZ-088     | (10) |                            |
| 11 | ドラえもん           | 小学館       | 学年誌（1967年度生） | 『小一』1975年03月号    | 『小六』1980年03月号   | FZ-007     | (11) | 1977年4月号は2話掲載。     |
| 12 | モッコロくん         | 小学館       | 学年誌（1967年度生） | 『幼稚園』1974年01月号  | 『小一』1975年03月号   | FZ-092     | (12) |                            |
| 13 | バウバウ大臣         | 小学館       | 学年誌（1967年度生） | 『小三』1976年05月号    | 『小三』1976年12月号   | FZ-088     | (13) |                            |
| 14 | ドラえもん           | 小学館       | 学年誌（1968年度生） | 『小一』1975年09月号    | 『小六』1981年03月号   | FZ-008     | (14) |                            |
| 15 | モッコロくん         | 小学館       | 学年誌（1968年度生） | 『幼稚園』1974年04月号  | 『幼稚園』1975年03月号 | FZ-092     | (15) |                            |
| 16 | 4じげんぼうPポコ     | 小学館       | 学年誌（1968年度生） | 『小一』1975年04月号    | 『小一』1976年02月号   | FZ-092     | (16) |                            |
| 17 | バウバウ大臣         | 小学館       | 学年誌（1967年度生） | 『小二』1976年06月号    | 『小二』1976年12月号   | FZ-088     | (17) |                            |
| 18 | 4じげんぼうPポコ     | 小学館       | 学年誌（1969年度生） | 『幼稚園』1975年04月号  | 『幼稚園』1976年03月号 | FZ-092     | (18) |                            |
| 19 | ドラえもん           | 小学館       | 学年誌（1969年度生） | 『小一』1976年04月号    | 『小六』1982年04月号   | FZ-009     | (19) |                            |
| 20 | ドラえもん           | 小学館       | 学年誌（1970年度生） | 『小一』1977年04月号    | 『小六』1983年04月号   | FZ-010     | (20) |                            |
| 21 | パジャママン         | 講談社       | たのしい幼稚園       | 1973年12月号            | 1974年11月号           | FZ-091     | (21) |                            |
| 22 | パジャママン         | 講談社       | おともだち           | 1973年12月号            | 1974年11月号           | FZ-091     | (22) |                            |
| 23 | パジャママン         | 講談社       | テレビマガジン       | 1973年12月号            | 1974年10月号           | FZ-091     | (23) |                            |
| 24 | パジャママン         | 講談社       | ディズニーランド     | 1974年01月号            | 1974年11月号           | FZ-091     | (24) |                            |
| 25 | ドラミちゃん         | 小学館       | 小学生ブック         | 1974年01月号            | 1974年09月号           | FZ-020     | (25) |                            |
| 26 | つくるくん           | フレーベル館 | キンダーブック       | 1974年04月号            | 1975年03月号           | FZ-092     | (26) |                            |
| 27 | ぞうくんとりすちゃん | 小学館       | めばえ               | 1974年05月号            | 1975年03月号           | FZ-092     | (27) |                            |
| 28 | ポコニャン           | 潮出版社     | 希望の友             | 1975年04月号            | 1978年05月号           | FZ-094     | (28) |                            |
| 29 | Uボー                | 毎日新聞社   | 毎日こどもしんぶん   | 1976年03月27日付        | 1979年08月25日付       | FZ-093     | (29) |                            |
| 30 | きゃぷてんボン       | 小学館       | てれびくん           | 1976年06月号創刊号      | 1976年10月号           | FZ-091     | (30) |                            |
| 31 | ドラえもん           | 小学館       | てれびくん           | 1976年12月号            | 1977年8月号            | FZ-019     | (31) |                            |
| 32 | エスパー魔美         | 小学館       | マンガくん           | 1977年創刊号（1月10日） | 1978年16号（8月25日）  | FZ-053-055 | (32) | この後、掲載誌が誌名変更。 |

## テレビアニメ
原作漫画の連載終了より10年以上が経った1987年（昭和62年）11月2日にフジテレビ系列で、90分のテレビスペシャル版を放送。この特番が好評を博したため、翌1988年（昭和63年）3月27日から毎週日曜19時からの30分番組として同系列局でテレビシリーズが放映が開始された。フジテレビが藤子アニメのキー局となったのは本作が初。以降テレビシリーズは1996年（平成8年）6月9日まで全331話が放送され、ゴールデンタイムで8年以上続く長寿番組となった。
アニメではブタゴリラが登った山が「城山」だったり、勉三の大学が「高尾大学」であることから、八王子市が舞台になっていることが推測できる。

## シアターアニメ
タイトルは『ドラえもん&キテレツ大百科「コロ助のはじめてのおつかい」』。藤子・F・不二雄ミュージアム施設内にあるFシアターで、開館4周年の記念日にあたる2015年9月3日から2016年9月2日まで短編映画として公開。アニメーション作品として実に19年ぶりの新編となるほか、本作のアニメ版がドラえもんをはじめ他の藤子キャラと共演するのは初の試み。2018年1月25日より、同ミュージアムの企画展「『キテレツ大百科』×『ドラえもん』〜江戸時代の発明と未来のひみつ道具〜」に合わせて、再上映開始。2019年1月25日より、同ミュージアムの企画展「キテレツ大百科」✕「ドラえもん」第Ⅲ期に合わせて再上映開始。また、2018年10月10日や2021年8月18日や2023年6月14日など、概ね開館周年頃に他の過去作品と共に1週間ほど再上映が行なわれている（藤子・F・不二雄ミュージアム#短編アニメ作品も参照）。
フジテレビ版の設定でおなじみだったコロ助の帯刀がない、キテレツのサンバイザーのKマークがないなど、原作寄りの設定である。
スタッフ
- 原作 - 藤子・F・不二雄
- 企画 - 大倉俊輔
- 演出・作画監督 - 大杉宜弘
- アニメーション制作 - シンエイ動画

キャスト
- コロ助 - 杉山佳寿子
- ドラえもん - 水田わさび
- 野比のび太 - 大原めぐみ

## 新キテレツ大百科
アニメ化に合わせて連載されたリメイク作品。名義は「原作/藤子・F・不二雄」「まんが/田中道明」。『月刊コロコロコミック』1988年（昭和63年）4月号と春休み増刊号に藤本が過去に執筆した漫画がまず再掲載され、その後を継ぐ形で同年5月号から1994年（平成6年）2月号まで連載された。単行本は〈てんとう虫コミックス〉より全6巻が発行された。
藤本の『キテレツ大百科』をベースにその世界観を広げたものであり、原稿制作の際には藤子・Fによってネームや作画の内容変更が指示された。キャラクターの人格、コロ助がコロッケ好きな点などが、アニメの設定に大いに影響を与えている。
本作の連載時は、アニメの放送予定が併せて誌面に掲載された。
1. 1989年11月発売、ISBN 4-09-141541-5
2. 1990年1月発売、ISBN 4-09-141542-3
3. 1991年4月発売、ISBN 4-09-141543-1
4. 1992年3月発売、ISBN 4-09-141544-X
5. 1993年6月発売、ISBN 4-09-141545-8
6. 1994年5月発売、ISBN 4-09-141546-6

## ゲーム
以下の4タイトルが発売されている。
| 発売日        | タイトル                                              | プラットフォーム         | ジャンル         | メーカー                 |
| ------------- | ----------------------------------------------------- | ------------------------ | ---------------- | ------------------------ |
| 1990年2月23日 | キテレツ大百科                                        | ファミリーコンピュータ   | アクションゲーム | エポック社               |
| 1994年7月15日 | キテレツ大百科 冒険大江戸ジュラ紀                     | ゲームボーイ             | アクションゲーム | ビデオシステム           |
| 1994年        | キテレツ大百科 えどにいってキテレツさいさまにあうナリ | キッズコンピュータ・ピコ | その他           | セガ・エンタープライゼス |
| 1995年1月27日 | キテレツ大百科 超時空すごろく                         | スーパーファミコン       | ボードゲーム     | ビデオシステム           |

ファミリーコンピュータ版は、夢見鏡の世界に引き込まれたキテレツ達が脱出を目指すというもの。サイケデリックなマップパーツが単調に並ぶマップはこのゲームの一種の特徴である。ボタン連打による発明や、仲間が増えても攻撃などは一切しないばかりか増えた仲間の分だけ「当たり判定（ダメージを受ける部位）」が増加してしまい、逆にお荷物になってしまう斬新なシステムを持つ。コンティニューには序盤で発明する「キテレツ地獄」で”借金”を行う必要がある。
この他、2002年11月21日にコナミから発売されたPlayStation 2用のソフト『pop'n music 7』には、アニメ主題歌の「はじめてのチュウ」と「すいみん不足」が収録されている。

## テレビドラマ
『ドラマ愛の詩』のスペシャルとして、NHKによる実写ドラマが製作されている。タイトルは『キテレツ』。初回の放送はNHK教育テレビジョンで2002年1月1日の18時30分から19時45分まで。 その後、総合・教育の双方で何度か再放送されている。
コロ助はCGで作られて実写と合成され、声はアニメ版で初代にコロ助を演じた小山茉美（小山の降板後、2代目は杉山佳寿子が演じている）が担当した。また、山寺宏一が顔出し出演したほか、キテレツ斎役としては清川元夢が声のみで出演している。

### スタッフ
- 原作：キテレツ大百科（作・藤子・F・不二雄）
- 製作・著作：NHK
- 共同制作：NHKエンタープライズ21
- 演出：一色隆司
- 脚本：戸田山雅司
- 製作統括：加賀田透、家喜正男
- 音楽：内山秀和
- 出演劇団＆プロダクション：エンゼルプロ、劇団東俳、劇団ひまわり

### キャスト
- 木手英一（キテレツ）：山内秀一
- コロ助：小山茉美（声）
- 御代田ミヨ子（みよちゃん）：大柳絵梨香
- 尖浩二（トンガリ）：東海孝之助
- 熊田かおる（ブタゴリラ）：江成大輝
- 木手英太郎：山寺宏一
- 木手満子：山下容莉枝
- 刈野勉三：山本耕史
- キテレツ斎：清川元夢（声）
- 宮原さおり：粟田麗
- 宮原権三郎：加藤武
- 宮原りつ：藤村志保
- 花園君子：井元由香
- 田辺先生：モロ師岡
- トラック運転手：藤原喜明

## CM
2013年にキリンビバレッジ『キリン にっぽん米茶』TVCMに起用、佐藤浩市がCGのコロ助と共演している。コロ助の声優は浅野まゆみ。

## 書誌情報
特記のないかぎり、著者は藤子・F・不二雄、発行は小学館。
- 『キテレツ大百科』
  - 藤子不二雄[注 13]〈てんとう虫コミックス〉、新書判、全3巻
    1. 1977年8月25日初版第1刷発行、ISBN 4-09-140181-3
    2. 1977年10月25日初版第1刷発行、ISBN 4-09-140182-1
    3. 1977年12月25日初版第1刷発行、ISBN 4-09-140183-X

  - 藤子不二雄[注 13] 中央公論社〈中公コミックス 藤子不二雄ランド〉、小B6判、全4巻 [注 14]
    1. (59) 1985年8月16日初版発行、ISBN 4-12-410059-0
    2. (63) 1985年9月20日初版発行、ISBN 4-12-410063-9
    3. (67) 1985年10月18日初版発行、ISBN 4-12-410067-1
    4. (71) 1985年11月15日初版発行、ISBN 4-12-410071-X

  - 〈小学館コロコロ文庫〉文庫判、全2巻
    1. 1995年5月20日（4月21日発売[小 1]）、ISBN 4-09-194031-5
    2. 1995年5月20日（4月21日発売[小 2]）、ISBN 4-09-194032-3

  - 〈藤子・F・不二雄大全集〉、A5判、全2巻 [注 15]
    1. (051) 2009年8月30日初版第1刷発行（8月25日発売[小 3]）、ISBN 978-4-09-143404-3
    2. (052) 2009年10月28日初版第1刷発行（10月23日発売[小 4]）、ISBN 978-4-09-143409-8
- 藤子・F・不二雄／田中道明『新キテレツ大百科』〈てんとう虫コミックス〉、新書判、全6巻
  1. 1989年11月28日発売[小 5]、ISBN 4-09-141541-5
  2. 1990年1月27日発売[小 6]、ISBN 4-09-141542-3
  3. 1991年4月26日発売[小 7]、ISBN 4-09-141543-1
  4. 1992年3月27日発売[小 8]、ISBN 4-09-141544-X
  5. 1993年6月28日発売[小 9]、ISBN 4-09-141545-8
  6. 1994年5月28日発売[小 10]、ISBN 4-09-141546-6